# Rezolucje Rady Bezpieczeństwa ONZ z roku 1957
Stałe miejsca w Radzie Bezpieczeństwa ONZ w 1957 posiadały:
- Francja
- Republika Chińska
- Stany Zjednoczone
- Wielka Brytania
- ZSRR

W roku 1957 członkami niestałymi Rady były:
- Australia
- Kolumbia
- Kuba
- Irak
- Filipiny
- Szwecja

## Rezolucje
Rezolucje Rady Bezpieczeństwa ONZ przyjęte w roku 1957: 
- 122 (w sprawie Palestyny)
- 123 (w sprawie Palestyny)
- 124 (w sprawie Ghany)
- 125 (w sprawie Federacji Malajskiej)
- 126 (w sprawie Indii i Pakistanu)